# Бишкінська сільська рада
Бишкі́нська сільська́ ра́да — колишній орган місцевого самоврядування в Лебединському районі Сумської області. Адміністративний центр — село Бишкінь.

## Загальні відомості
- Населення ради: 1 051 особа (станом на 2001 рік)

## Населені пункти
Сільській раді були підпорядковані населені пункти:
- с. Бишкінь
- с. Овдянське
- с. Ревки
- с. Щетини

## Склад ради
Рада складалася з 16 депутатів та голови.
- Голова ради: Білаш Микола Іванович
- Секретар ради: Оношко Ірина Миколаївна

### Керівний склад попередніх скликань
| Прізвище, ім'я, по батькові | Основні відомості                                                 | Дата обрання | Дата звільнення |
| --------------------------- | ----------------------------------------------------------------- | ------------ | --------------- |
| Бойко Михайло Петрович      | Сільський голова, 1956 року народження, безпартійний              | 26.03.2006   | 31.10.2010      |
| Білаш Микола Іванович       | Сільський голова, 1956 року народження, освіта вища, безпартійний | 31.10.2010   |                 |

Примітка: таблиця складена за даними сайту Верховної Ради України